# Mittel der ersten Wahl
Mittel der ersten Wahl (auch Erstlinientherapie oder First-Line-Therapie genannt) ist eine Ausdrucksweise aus dem Bereich der Medizin. Sie bezeichnet den Wirkstoff oder die Therapie, welche als am besten zur Behandlung einer bestimmten Erkrankung angesehen wird.
Die Entscheidung für eine vom Mittel der ersten Wahl abweichende Therapie (z. B. Zweitlinientherapie) kann von einer Vielzahl von Faktoren abhängen, wie z. B. dem Vorliegen von Kontraindikationen oder fehlende Übernahme der Kosten durch die gesetzlichen Krankenkassen.